# Bema (Lombardei)
Bema ist eine Gemeinde (comune) in der italienischen Provinz Sondrio (Lombardei) im Veltlin. 

## Lage und Einwohner
Die Gemeinde Bema liegt etwa 24,5 Kilometer westsüdwestlich von Sondrio am Parco delle Orobie Valtellinesi und grenzt unmittelbar an die Provinz Bergamo. Bema hat 114 Einwohner (Stand 31. Dezember 2023).
Die Nachbargemeinden sind Albaredo per San Marco, Averara (BG), Cosio Valtellino, Gerola Alta, Morbegno, Pedesina und Rasura.

### Bevölkerungsentwicklung
Quelle = Istituto Nazionale di Statistica ISTAT